# Challenger de Indian Wells
La Oracle Challenger Series - Indian Wells es un torneo de tenis profesional que se juega en canchas duras. Actualmente es parte de la Asociación de Tenis Profesionales (ATP) Challenger Tour y de la Asociación de Tenis de Mujeres (WTA) serie 125. Se lleva a cabo anualmente en Indian Wells, California, Estados Unidos desde 2018. Los dos hombres estadounidenses y las dos mujeres estadounidenses con más puntos en la serie reciben wild cards para sus respectivos eventos individuales en el Masters de Indian Wells.

## Ganadores

### Individual masculino
| Año  | Campeona      | Finalista     | Resultado |
| ---- | ------------- | ------------- | --------- |
| 2018 | Martin Kližan | Darian King   | 6-3, 6-3  |
| 2019 | Kyle Edmund   | Andrey Rublev | 6-3, 6-2  |
| 2020 | Steve Johnson | Jack Sock     | 6-4, 6-4  |

### Individual femenino
| Año  | Campeona           | Finalista           | Resultado     |
| ---- | ------------------ | ------------------- | ------------- |
| 2018 | Sara Errani        | Kateryna Bondarenko | 6-4, 6-2      |
| 2019 | Viktorija Golubic  | Jennifer Brady      | 3-6, 7-5, 6–3 |
| 2020 | Irina-Camelia Begu | Misaki Doi          | 6-3, 6-3      |

### Dobles masculino
| Año  | Campeones                        | Finalistas                       | Resultado           |
| ---- | -------------------------------- | -------------------------------- | ------------------- |
| 2018 | Austin Krajicek Jackson Withrow  | Evan King Nathan Pasha           | 6-7(3), 6-1, [11-9] |
| 2019 | JC Aragone Marcos Giron          | Darian King Hunter Reese         | 6-4, 6-4            |
| 2020 | Denis Kudla Thai-Son Kwiatkowski | Sebastian Korda Mitchell Krueger | 6-3, 2-6, [10-6]    |

### Dobles femenino
| Año  | Campeonas                         | Finalistas                       | Resultado   |
| ---- | --------------------------------- | -------------------------------- | ----------- |
| 2018 | Taylor Townsend Yanina Wickmayer  | Jennifer Brady Vania King        | 6-4, 6-4    |
| 2019 | Kristýna Plíšková Evgeniya Rodina | Taylor Townsend Yanina Wickmayer | 7-6(7), 6-4 |
| 2020 | Asia Muhammad Taylor Townsend     | Caty McNally Jessica Pegula      | 6-4, 6-4    |